# Crnac (żupania sisacko-moslawińska)
Crnac – wieś w Chorwacji, w żupanii sisacko-moslawińskiej, w mieście Sisak. W 2011 roku liczyła 545 mieszkańców.